# エーリスウエノ

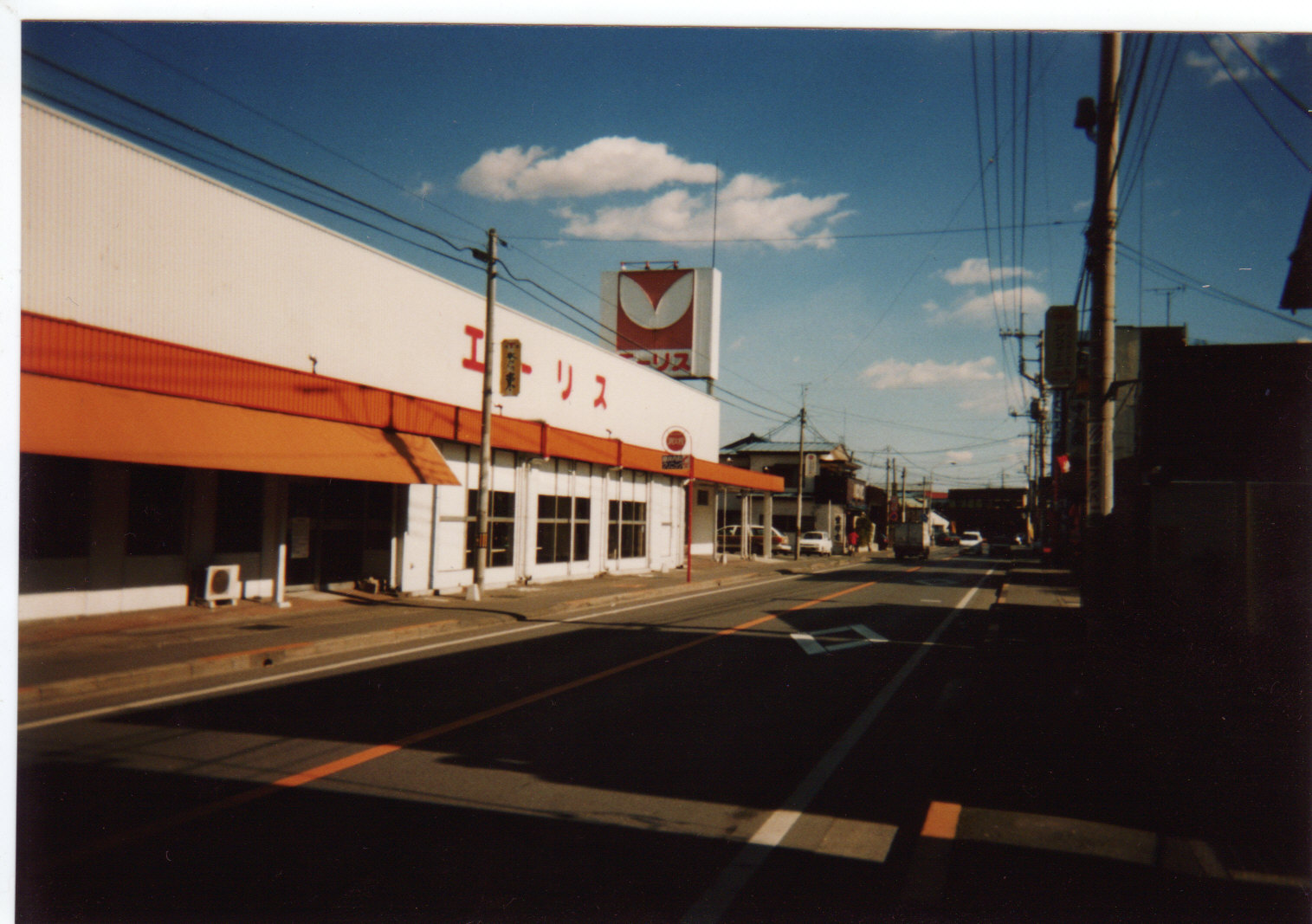
エーリス江曽島店（2000年10月撮影）

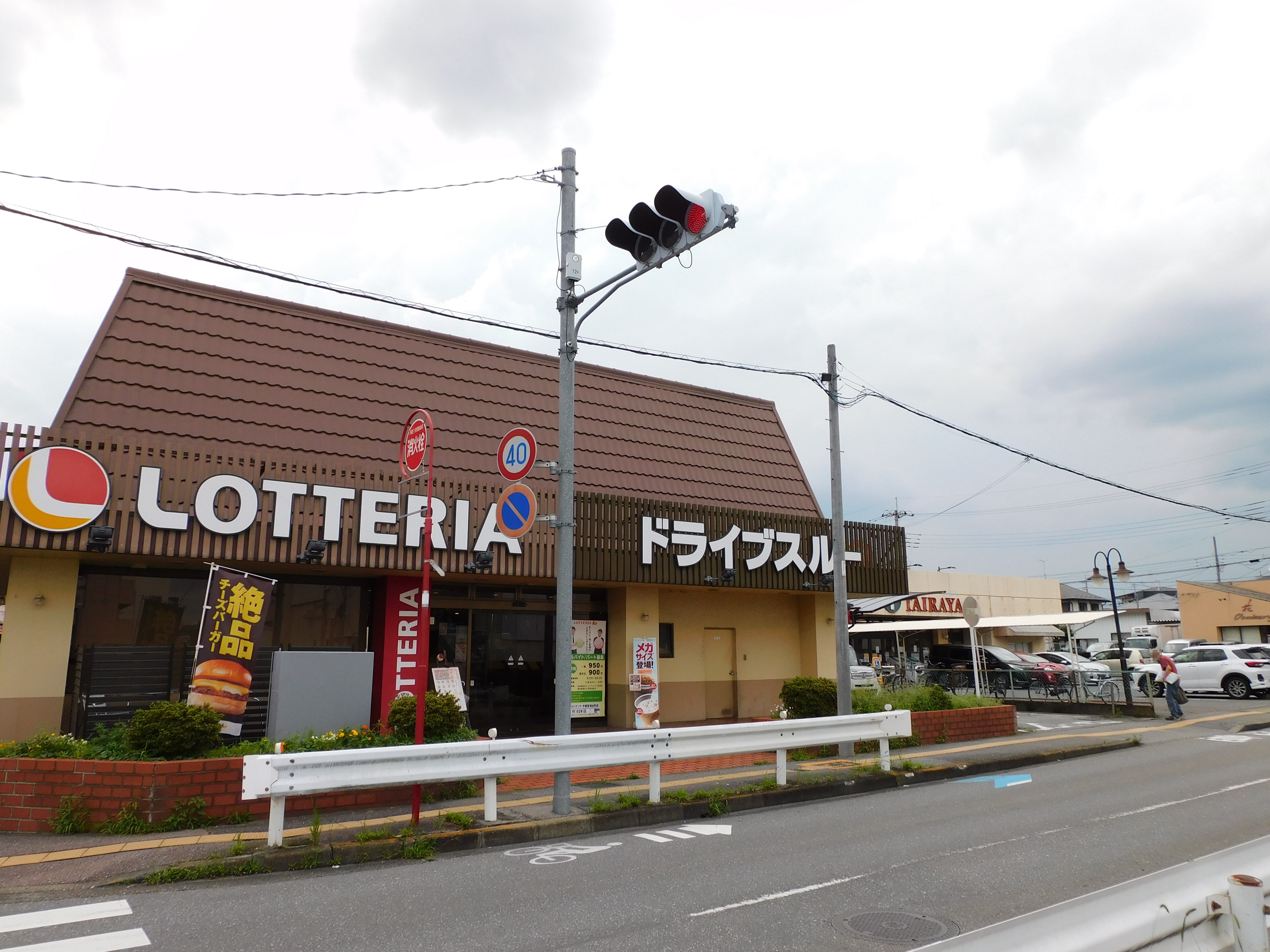
エーリスからたいらやに転換した店舗（滝谷店、右奥）
ロッテリアが隣接する。

エーリスウエノは、栃木県宇都宮市に所在し、スーパーマーケット事業を展開していた会社である。
1997年（平成9年）7月9日にたいらや北関東（現・たいらや）にスーパー部門の営業権を譲渡し、スーパー事業から撤退した。
法人格は2021年1月21日まで存在していた。

## 概要
1957年（昭和32年）2月に上野食品として設立、1964年に、主婦の店株式会社上野ストアーに社名変更した。宇都宮市簗瀬町1228に本部を置いていた。かつて「リビングウエノ」の名称でホームセンターも経営していた。
1991年現社名に変更、その後経営不振に陥り、1997年（平成9年）5月に「たいらや（旧）」（現エコス）の営業などについて指導を受ける業務提携を締結して再建に取り組むことになった。
その後、同年7月9日に「たいらや（旧）」（現エコス）の完全子会社「たいらや北関東」（現・たいらや）にスーパー部門の営業権を譲渡してスーパー事業から撤退した。15店舗の営業権の譲渡額は約7億円で、譲渡後は旧エーリスウエノ店舗の敷地及び建物を所有して「たいらや」に月額家賃5000万円で賃貸していた。
同月20日に「たいらや北関東」としての営業を開始した。
後に、旧エーリスウエノ店舗の敷地及び建物は売却等処分された。
たいらや北関東はしばらく「エーリス」の名称で運営を続け、1年も経たないうちに「たいらやエーリス」への名称変更とロゴ変更を実施し、最終的に「エーリス」の名称を外し、「たいらや」となった。
なお、簗瀬店および滝谷店の隣接地で「ロッテリア」のフランチャイズ店舗を運営していた。

## 年表
1991年までの出典
- 1905年（明治38年） 宇都宮市旭町で創業。
- 1957年（昭和32年） 株式会社上野食品を設立。1号店として旭店開店。
- 1964年（昭和39年） 主婦の店（株）上野ストアーに社名変更。
- 1970年（昭和45年） 株式会社うえの産業設立。
- 1975年（昭和50年） 新社屋完成。
- 1985年（昭和60年） ウエノトラベル開設。
- 1989年（平成元年） - エーリスウエノに社名変更。
- 1997年（平成9年）
  - 7月9日[8] - たいらや北関東（現・たいらや）にスーパー部門の営業権を譲渡し、スーパー事業から撤退[6]。

## 過去に存在した店舗
太字はたいらやへの営業権譲渡前に閉店した店舗
- 旭店（宇都宮市旭町2-3515[12]）1957年（昭和32年）4月5日開店[12]、売場面積200m2[12]。
- 西原店（宇都宮市旭町2831-1[13]）1957年（昭和32年）開店[13]、売場面積660m2[13]。
- 峰店（宇都宮市峰町285[14]）1962年（昭和37年）4月13日開店[14]、売場面積330m2[14]。
- 桜店（宇都宮市桜5-7-9[10]）1964年（昭和39年）4月10日開店[14]、売場面積660m2[14]。
- 泉が丘店（宇都宮市泉ヶ丘2-1-8[10]）1965年(昭和40年)3月30日開店[14]、売場面積660m2[14]。

旧店舗を閉店し、スクラップアンドビルドの形で1998年（平成10年）3月24日に「たいらや北関東」が2代目店舗を開店した。
- 西店（宇都宮市西2-4-3[10]）1966年（昭和41年）6月5日開店[15][16]、売場面積800m2[15]。

1998年（平成10年）4月21日に「たいらや北関東」が改装して新装開店した。
- 江曽島店（宇都宮市宮本町17-5[10]）1968年（昭和43年）4月26日開店[12]、売場面積1,000m2[12]。
- 日光店（日光市稲荷町3-358[17]）1969年（昭和44年）9月7日開店[18]
- 雀宮店（宇都宮市南高砂町2680）1970年（昭和45年）12月13日開店[19]
- 簗瀬店（宇都宮市簗瀬町310）1971年（昭和46年）11月開店[10]
- 今泉店（宇都宮市今泉3-12-2[10]）1965年（昭和40年）4月10日開店[12]、売場面積800m2[12]。
- 今市店（今市市）1969年（昭和44年）9月7日開店[18]
- ベスト今市店（今市市今市678）1975年（昭和50年）7月開店[20]
- 東峰店（宇都宮市東峰町字峰境3080[10]）1976年（昭和51年）6月10日開店[21]
- 花房店（宇都宮市河原町1-45[10]）1976年（昭和51年）8月6日開店[22]
- 滝谷店（宇都宮市滝谷町19-8[10]）1977年（昭和52年）11月11日開店[23]

1998年（平成10年）5月23日に「たいらや北関東」が改装して新装開店した。
- 平松店（宇都宮市平松本町762[10]）1978年（昭和53年）7月28日開店[23]
- 五代店（宇都宮市雀宮町字五代1033）1979年（昭和54年）8月10日開店[24]
- 西川田店（宇都宮市西川田町913[10]）1969年（昭和44年）5月17日開店[18]→リビングウエノ西川田店（業態変更）1980年（昭和55年）4月開店[10]、売場面積1,650m2[25]。
- 石井店（宇都宮市石井町字内野2800-57[26]）　1990年（平成2年）12月開店[26]、売場面積1,270m2[26]

1998年（平成10年）3月6日に「たいらや北関東」が改装して新装開店した。
- 岡本店（河内郡河内町下岡本1999[27]）1977年（昭和52年）5月27日開店[22]、売場面積1,498m2[27]

当初計画では駐車台数83台であったが、浄化槽用地の転用や店舗裏側部分、近隣の借地を含めて駐車台数183台を確保した。
- 烏山店（那須郡烏山町金井2字金井町東裏810-2[29]、 1991年（平成3年）開店[3]
- 鹿沼店
- リビングウエノ氏家店 1991年（平成3年）開店[3]

## たいらや北関東に譲渡されてからの店舗名
太字の店舗は2023年11月現在、同一の場所でたいらやとして営業している店舗
- エーリス→たいらやエーリス[要出典]
  - 石井店、滝谷店、今市店、烏山店、泉が丘店、雀宮店、西店、今泉店、五代店[要出典]
- エーリス→たいらやエーリス→生鮮食材館たいらや[要出典]
  - 岡本店、鹿沼店、平松店[要出典]
- エーリス→たいらやエーリス[要出典]→たいらや24プライムマート[31]→たいらや（2009年 - 2016年8月31日）[31]
  - 簗瀬店[要出典]

※スクラップビルドを実施、2017年9月7日に同所に、たいらや城東店として再オープン。
- エーリス[要出典]
  - 江曽島店、氏家店[要出典]